# Jabarie Hinds
Jabarie Wayne Hinds Jr (ur. 11 marca 1992 w Nowym Jorku) – amerykański koszykarz, występujący na pozycji rozgrywającego.
W 2011 został wybrany najlepszym zawodnikiem amerykańskich szkół średnich stanu Nowy Jork (New York Mr. Basketball), wystąpił też w meczu gwiazd - All-American Championship.
26 września 2018 został zawodnikiem Miasta Szkła Krosno.
W sezonie 2018/2019 ustanowił rekord sezonu regularnego EBL, notując 38 punktów w jednym ze spotkań.
16 sierpnia 2019 dołączył do północno-macedońskiego KK MZT Skopje Aerodrom.
10 listopada 2020 zawarł umowę z HydroTruckiem Radom.
23 marca 2021 został zawodnikiem tureckiego Manisa Büyükşehir Belediye. 13 lipca podpisał kontrakt z GTK Gliwice. 21 sierpnia 2022 dołączył do egipskiego zespołu Gezira.

## Osiągnięcia
Stan na 1 grudnia 2023, na podstawie, o ile nie zaznaczono inaczej.
NCAA
- Uczestnik rozgrywek turnieju NCAA (2012)
- Najlepszy rezerwowy konferencji Atlantic 10 (2016)

Drużynowe
- Mistrz Kosowa (2017)
- Zdobywca pucharu Kosowa (2017)
- Uczestnik rozgrywek:
  - Ligi Bałkańskiej (2016/2017)
  - FIBA Europe Cup (2016/2017)

Indywidualne
(* – nagrody przyznane przez portal eurobasket.com)
- MVP kolejki TBL/EBL (15 – 2018/2019, 23 – 2020/2021)[11][12]
- Zaliczony do:
  - I składu:
    - ligi kosowskiej (2017)*
    - najlepszych zawodników zagranicznych ligi kosowskiej (2017)*
    - kolejki EBL (15, 23, 25 – 2020/2021, 6, 28 – 2021/2022)[13][14][15][16][17]

  - składu honorable mention ligi węgierskiej (2018)*
- Lider strzelców EBL (2019 – 21,7, 2021 – 21,7)[18]